# Alliance des patronats francophones
L'Alliance des patronats francophones (APF) est un réseau d'entreprises, établi à Paris et comptant 34 membres nationaux (dans 31 pays), 700 000 entreprises directes (membres) et 10 millions d'entreprises indirectes (en 2024).

## Historique
C'est le 29 mars 2022, à l'occasion du sommet de l'OIF à Tunis, que fut signée la création de l'APF, visant à accélérer les collaborations et échanges entre les entreprises de toutes tailles de l'espace francophone mondial.
La création de l’Alliance a lieu six mois après la première réunion des entreprises francophones et la Déclaration de Paris. 
Son siège est situé dans l'immeuble du MEDEF, mais le réseau dispose de ses propres salariés et d'un budget autonome.

## Composition et objectifs
Le comité exécutif de l'Alliance est présidé depuis 2022 par Geoffroy Roux de Bézieux, ancien président du MEDEF. Ce comité directeur rassemble les dix représentants élus par l'ensemble des membres et il se réunit une fois par trimestre. 
L'organisation est composée à 90% de petites et moyennes entreprises.
On compte : un président, un secrétaire général et huit vice-présidents représentant chacun leur zone géographique : Amérique du Nord, Afrique du Nord, Afrique de l'Ouest, Afrique centrale, océan Indien, Proche-Orient, Afrique de l'Est et Sahel. Le président représentant la zone européenne francophone.
Cette alliance multilatérale et internationale vise d'abord à renforcer les liens et opportunités d'affaires entre entreprises et zones économiques francophones. Elle a également pour but d'agir auprès des pouvoirs exécutifs locaux afin de lever les barrières réglementaires (douanières, politiques, migratoires, etc.) afin de faciliter ces échanges économiques, voire de créer de nouvelles zones intégrées
Les avancées internes effectuées par les dirigeants de l'Alliance patronale francophone lors de ses rencontres officielles et groupes de travail consistent notamment en des groupes de travail thématiques, des séries de rencontres de haut niveau, des partages de bonnes pratiques entre associations patronales et autres actions collectives sur tous les champs relevant de ses compétences (comme la négociation d'accords commerciaux, l'identification de développements commerciaux ou l'acception de nouveaux membres, par exemple).
De manière plus visible encore, l'APF publie mensuellement une lettre d'information à destination de tous les entrepreneurs francophones, résumant notamment les courants et investissements importants dans le monde francophone, par thématique, avec une emphase sur le développement d'énergies renouvelables.

## Aire géographique concernée
L'Alliance concerne tous les pays membres de l'OIF (voir carte ci-dessous).

Pays de l'OIF. Bleu foncé : État/région membre ; bleu : pays membre de plein droit ; bleu clair : membre associé ; vert : pays observateur ; rouge : membre suspendu.
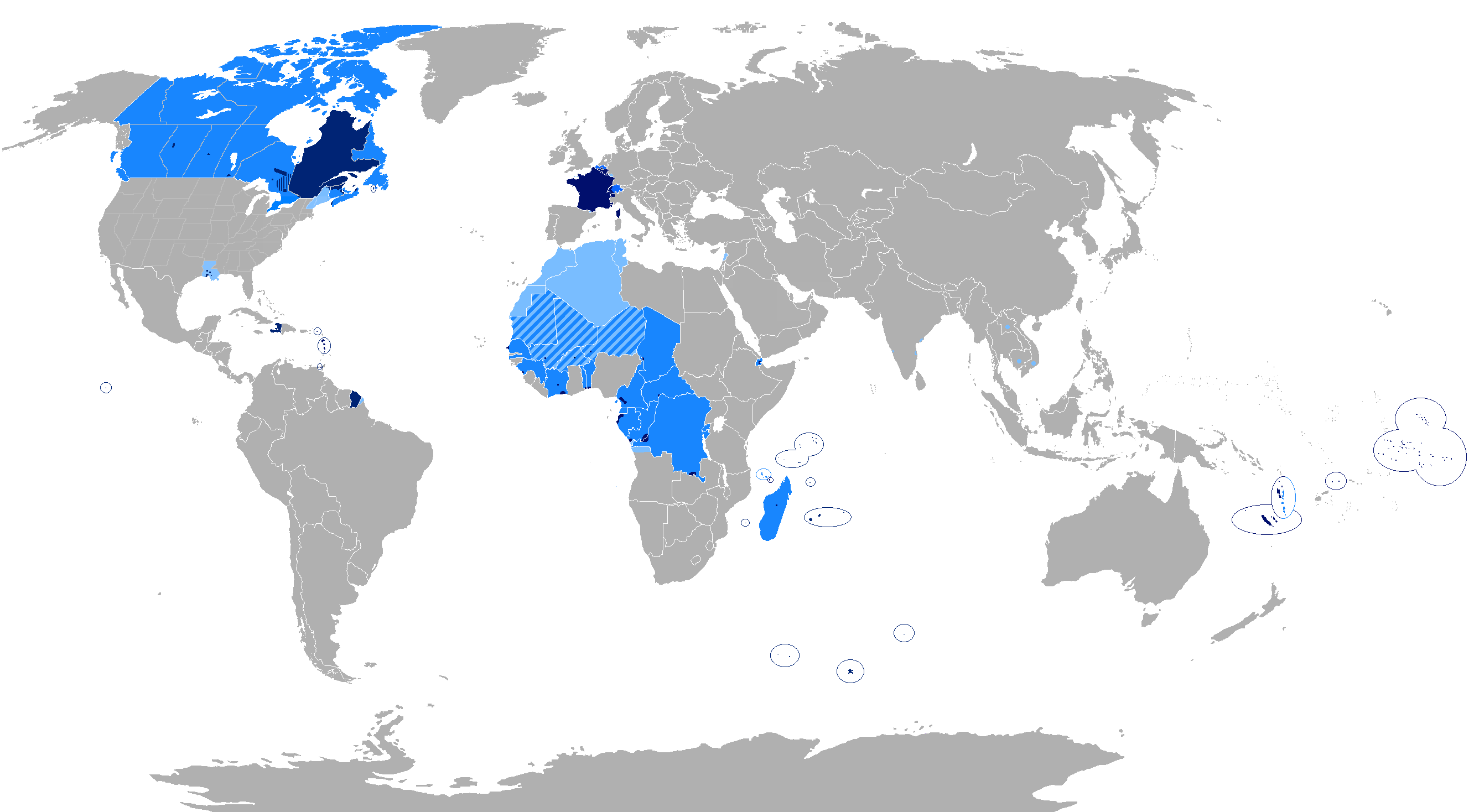
Zone linguistique francophone (2021).